# Chim sâu hai màu
Chim sâu hai màu (danh pháp hai phần: Dicaeum bicolor) là một loài chim lá thuộc chi Dicaeum trong họ Chim sâu. Nó là loài đặc hữu của Philippines. Môi trường sống tự nhiên của nó là rừng thấp đất ẩm cận nhiệt đới hoặc nhiệt đới.